# Johann Yetzeler
Johann Yetzeler (* 25. März 1543 in Schaffhausen; † 31. August 1622 ebenda) war ein Schweizer Theologe und Dramatiker.

## Leben
Er studierte ab 1559 in Strassburg, Heidelberg, Marburg, Paris und Zürich. Er wurde 1569 Provisor und war von 1575 bis 1587 Rektor der Lateinschule Schaffhausen. Er war ab 1585 Professor theol., ab 1606 Pfarrer am Spital, 1614 Antistes (Vorsteher) und Dekan der Kirche in Schaffhausen.

## Schriften (Auswahl)
- De diuturnitate belli Eucharistici liber unus. Tiguri 1584, OCLC 56383759.
- De Fructu Mortis Dominicae. Atque adeo de totius Religionis Christianae statu, a Mundi primordio ad eius finem usq. In quinque libros digesta, Disquisitio. Cum annexo triplici Indice, Basileae 1594.
- Tobias, Gespilt und gehalten von einer Jungen Burgerschafft zu Schaffhausen/ den 19. und 20. Tag Septembris/ deß 1605. Jars. Abgetheylt unnd underscheiden in gewisse Actus und Scenas, wie gebräuchig/ samt dero vorher gesetzten Argumenten/ oder Summarischen Innhalts. Allen Ständen ... lustig und lieblich zu lesen . Lindau im Bodensee 1605, OCLC 934228620.